# Califfi di al-Andalus
Nel 929 l'emiro ʿAbd al-Raḥmān III ibn Muḥammad trasformò l'Emirato in Califfato e lo stesso ʿAbd al-Raḥmān III assunse il laqab di "al-Nāṣir li-dīn Allāh".
Questa è la lista dei Califfi Omayyadi di al-Andalus
- ʿAbd al-Raḥmān III ibn Muḥammad (929-961)
- al-Ḥakam II ibn ʿAbd al-Raḥmān (961-976)
- Hishām II ibn al-Ḥakam (976-1008 nel 1009 e 1010-1013) (però il potere effettivo fu nelle mani di Almanzor, Abd al-Malik al-Muzaffar e Abd al-Rahman Sanchuelo)
- Muḥammad II (al-Mahdī) ibn Hishām (1008-1009)
- Sulaymān ibn al-Ḥakam, "al-Mustaʿīn" (1009 e 1013-1016)
  - ʿAlī ibn Ḥammūd della dinastia hammudita (1016-1018)
- ʿAbd al-Raḥmān IV ibn Muḥammad 1018
  - al-Qāsim al-Ma’mūn della dinastia hammudita (1018-1021) e 1023
  - Yaḥyā ibn ʿAlī della dinastia hammudita (1021-1023) e (1025-1026)
- ʿAbd al-Raḥmān V ibn Hishām (1023-1024)
- Muḥammad III ibn ʿAbd al-Raḥmān (1024-1025)
- Hishām III ibn Muḥammad (1027-1031)

L'aristocrazia di Cordova che, nel 1025, aveva nominato, per la prima volta un consiglio di stato per governare la città in assenza di un califfo (ma dopo circa sei mesi però il consiglio di stato si rivolse a Yahya ibn Ali affinché tornasse a Cordova e accettasse di essere rieletto califfo), e tra il 1026 ed il 1027, tenne la sede vacante, nel 1031, dopo un sollevamento popolare (che portò alla deposizione, cattura e reclusione del califfo), decretò la soppressione del califfato, e la costituzione di un consiglio di stato permanente, che avrebbe dovuto governare su tutto il territorio di al-Andalus; ma, di fatto, alcune potenti famiglie, nelle loro terre di competenza, erano già indipendenti; era iniziato il periodo conosciuto come: primo periodo dei Regni di Taifa.